# Jaak Gabriëls
Petrus Josephus Jacobus Gabriëls, detto Jaak (Bree, 22 settembre 1943 – Bree, 8 aprile 2024), è stato un politico belga fiammingo, membro dei Liberali e Democratici Fiamminghi Aperti, nonché Ministro dell'agricoltura e dei lavoratori autonomi nel Governo Dehaene II dal 1999 al 2001.

## Biografia
Jaak Gabriels nacque a Bree il 22 settembre 1943. Si laureò nel 1965 presso la Katholieke Universiteit Leuven in filosofia e letteratura.
Fu presidente dell'Unione Popolare dal 1986 al 1992. Nel 1992 passò ai Liberali e Democratici Fiamminghi Aperti.
Nel 2004 fu nominato Ministro di Stato e Cavaliere dell'Ordine di Leopoldo.
Sindaco di Bree dal 1977, nel 2012 perse nella carica di sindaco della città quando la CD&V ruppe l'accordo raggiunto in precedenza.
Fu implicato in un caso di corruzione relativo alla gestione della città di Bree da parte di Open Vld. Venne infatti accusato di aver organizzato un sistema di false fatture e sviato a suo vantaggio decine di migliaia di euro di denaro pubblico. Si ritenne tuttavia che le "accuse fatte dai media" fossero "fondamentalmente scorrette e persino tecnicamente impossibili". Ciò nonostante, il 21 agosto 2018 annunciò il suo ritiro dalla politica.
Morì a Bree l'8 aprile 2024 all'età di 80 anni.